# Macaca ochreata
Il macaco a braccia grigie (Macaca ochreata) è un mammifero primate appartenente alla famiglia dei Cercopithecidae.

## Descrizione
La lunghezza del corpo è tra 50 e 60 cm, quella della coda fra 3 e 5 cm.
Il colore del corpo e del muso glabro è nero o grigio scuro, mentre gli arti sono più chiari, dando origine al nome comune della specie.
Ha tasche guanciali per trasportare il cibo.

## Distribuzione e habitat
L'areale è nel Sud-est dell'isola Sulawesi.
L'habitat prevalente è la foresta pluviale tropicale.

## Biologia
Le abitudini sono poco note. L'attività è diurna ed è prevalentemente ma non esclusivamente arboricola. Come la maggior parte dei macachi vive in gruppi con più maschi e femmine adulti e cuccioli.
Usa sistemi di comunicazione sia vocali (in particolare per allontanare i conspecifici estranei al gruppo) sia gestuali.
La dieta consiste in frutta, foglie, germogli e insetti. A volte penetrano in zone agricole consumando il raccolto.

## Conservazione
Anche sullo stato di conservazione non vi sono dati sufficienti, ma la ristrettezza dell'areale e la distruzione dell'habitat autorizzano qualche preoccupazione.

## Sottospecie
Sono note due sottospecie:
- Macaca ochreata ochreata
- Macaca ochreata brunnescens